# Dagmar Papula
Dagmar Papula (* 1947 in Düsseldorf) ist eine österreichische Autorin und Schauspielerin.

## Werdegang
Papula wurde als Tochter österreichischer Eltern in Düsseldorf geboren. Sie wuchs in Düsseldorf und später Frankfurt am Main auf. Sie besuchte die Freie Waldorfschule und erhielt ihr Diplom an der Westfälischen Schauspielschule Bochum.
Als Schauspielerin und Autorin führte es sie an Theater wie das Schauspielhaus Bochum, das TAT Frankfurt, das Staatstheater Stuttgart, das Düsseldorfer Schauspielhaus, das Staatstheater Wiesbaden, die Freie Volksbühne Berlin, das Theater Neumarkt Zürich, Shakespeare’s Globe Theatre London, University of Toronto.
1983 gehörte sie zu den Gründungsmitgliedern der Bremer Shakespeare Company als selbstverwaltetes Theaterprojekt, dem sie bis 2001 angehörte. In diesem Jahr gründete sie mit ihrem Ehemann Norbert Kentrup in Berlin das Projekt Shakespeare und Partner.
Ab Mitte der 1980er Jahre schrieb sie eine Reihe von Theaterstücken, von denen einige in mehrere Sprachen übersetzt wurden. Ihre erste Arbeit als Autorin, Ich, Paula, Paula Becker, Paula Becker-Modersohn, wurde als Fernsehaufzeichnung und als Hörspiel im Rundfunk gesendet sowie als Hörbuch veröffentlicht.
Nachdem sie sich 1970 kennengelernt hatten, war Dagmar Papula von 1971 bis zu dessen Tod mit dem Schauspieler und Regisseur Norbert Kentrup verheiratet. Sie lebt in Berlin und Puumala (Finnland).

## Rollen (Auszug)
- 1977 Elsie in Sonntagskindern von Gerlind Reinshagen. Regie: Horst Siede. Theater heute: Auszeichnung als Schauspielerin des Jahres
- 1978 Bertha in Der Vater von August Strindberg. Regie: Andrea Breth
- 1980 Emilia in Emilia Galotti von Gotthold Ephraim Lessing. Regie: Andrea Breth
- 1981 Frau im roten Kleid in Ich sitze auf einem Stuhl und schaue zu. Regie: Andrea Breth
- 1985 Paula in Ich, Paula, Paula Becker, Paula Becker-Modersohn von Dagmar Papula. Regie: Norbert Kentrup. (Fernsehaufzeichnung 3Sat. Gastspiele u. a. in Österreich, Belgien, Finnland, Estland, Schweiz)
- 1985 Picolo in Kopfkrieg von Dagmar Papula. Regie Ulrike Prokop und Norbert Kentrup. (Gastspiele u. a.: Heidelberger Stückemarkt)
- 1988 Katharina in Der Widerspenstigen Zähmung von William Shakespeare. Regie: Norbert Kentrup. (Fernsehaufzeichnung 3sat)
- 1989 Karoline von Günderrode in Wo ich die Welt anseh, möcht ich sie umdrehen von Dagmar Papula. Regie: Norbert Kentrup. (Gastspiele u. a. Akademie der Künste Berlin, Festivals in Klagenfurt und Dresden, Wiepersdorf.)
- 1992 Cleopatra in Antonius und Cleopatra von Shakespeare. Regie: Norbert Kentrup. Theater heute: Schauspielerin des Jahres 1992
- 1993 Milena in Milena. Wie ich dich fand ist kein Wunder von Dagmar Papula Regie: Pit Holzwarth.
- 1995 Workshop-Season im noch unfertigen Londoner Globe Theatre
- 1997 Dame/Tod in Heinrich Heine, die Dame und der Tod von Dagmar Papula. Regie: Barbara Kratz. (Gastspiele u. a. in Italien, Dänemark, Schweden, Finnland, Estland, Lettland)
- 1997 Eröffnung des Londoner Globe Theatre mit The Goddy`s (Hommage an Sam Wanamaker, dem Gründer des Londoner Globe Theatre) und Triumph and Mirth in Anwesenheit von Queen Elisabeth II.
- 1997 Apemantus in Timon von Athen von Shakespeare. Regie: Vera Sturm. (Gastspiele u. a. in Helsinki, Tampere, Tallinn, Sofia, Varna, Ljubljana, Straßburg, Prag, Danzig, Winterthur.)
- 2000 Malvolio in Was Ihr wollt von Shakespeare. Regie: Vera Sturm
- 2001 Bettina von Arnim in Die Brüder Grimm von Dagmar Papula. Regie: Jürgen Kloth. (Gastspiele u. a. Impulse Festival 2001, Helsinki, Tampere, Tallinn, Sofia, Plovdiv, Ljubljana, Straßburg, Prag, Schweiz)
- 2008 Rezitatorin in Shakespear`s Music on Stage. Dirigent: Jordi Savall und Le Concert des Nations
- 2012–2015 Die Torheit in Lob der Torheit von Erasmus von Rotterdam. Dirigent: Jordi Savall und Le Concert des Nations. (Hörbuch und Konzerte in Essen und Hamburg).
- 2013 Schatten in Ich konnt` das Maul nicht halten von Papula. Regie: Matthias Witting.
- 2017 Aino Sibelius in Du herrlicher Jean von Papula. Regie: Florian Schwartz. (Gastspiele in Helsinki, Mikkeli, Tampere und München)
- 2017 Shakespeares Paare mit dem Atrium Quartett Berlin / St. Petersburg 1918

## Stücke
- 1985 UA Ich, Paula, Paula Becker, Paula Becker-Modersohn UA in Bremen (Wurde ins Englische übersetzt, diente als Vorlage für einen Film, Hörspiel/Hörbuch[4] SFB, NDR, ORF)
- 1985 Kopfkrieg UA in Bremen. (Gastspiel Heidelberger Stückemarkt.)
- 1987 UA Rochade- ein Zug und nichts ist wie es war in Bremen
- 1988 Flussaufwärts
- 1988 UA Wo ich die Welt anseh`, möcht ich sie umdrehen in Bremen. (Wurde ins Französische übersetzt.)
- 1991 UA Unter dem Glück in Bremen
- 1993 UA Milena. Wie ich dich fand ist kein Wunder in Bremen
- 1995 Taru
- 1997 UA Heinrich Heine, die Dame und der Tod in Genua. (Wurde ins Italienische, Schwedische und Finnische übersetzt.)
- 1999 UA Angel on the train / Engel im Zug in Toronto (Wurde ins Englische übersetzt)
- 2000 UA Die Brüder Grimm in Bremen. (Wurde ins Französische, Slowenische, Tschechische, Japanische übersetzt).
- 2002 UA Jeder Tag ist eine Insel in Bremen.
- 2005 UA Die Komikerin in Bremen.
- 2013 UA Ich konnt` das Maul nicht halten in Wolfsburg.
- 2017 UA Du herrlicher Jean in Tampere/Finnland. (Wurde ins Finnische übersetzt).

## Weitere Veröffentlichungen
- hrsg. mit Norbert Kentrup: Frauen-Theater. Links Pocket, Band 9, Reihe politisches Theater, Verlag 2000, Offenbach 1982, ISBN 978-3-88534-308-0.

Reihe politisches Theater
- Eine literarische Dokumentation über die Cree Indianer Sieben Tage in Attawapiskat
- Weiter als die Fremde – Der Roman über ein ungewöhnliches Leben für das Theater Shakespeares. autobiographischer Roman, Kellner, Bremen 2009, ISBN 978-3-927155-96-1.
- Kurzgeschichte Eine blutflüssige Frau. NDR
- Feature: Wir wollen uns einmal nie trennen, 2009[5], RBB, MDR, NDR, SWR, WDR.

## Gründung
Sie ist Gründungsmitglied der bremer shakespeare company und gehörte dieser von 1984 bis 2001 an.
2001 gründete sie zusammen mit Norbert Kentrup und Stanley Shakespeare das Tourneetheater Shakespeare & Partner Berlin.

## Auszeichnungen
- 1977 Schauspieler des Jahres
- 1988 Literaturförderpreis des Landes Bremen[8]
- 1989 Förderpreis der Akademie der Künste Berlin für die Bremer Shakespeare Company[9]
- 1991 Autorenstipendium des Literaturfonds Bremen
- 1999 Deutscher Kritikerpreis für die Bremer Shakespeare Company[10]
- 2000 Sonderpreis der INTHEGA[11]
- 2007 Sonderpreis der INTHEGA für Die Brüder Grimm[11]

## Sonstiges
- 1998/99 writer in residence in Toronto[12]
- 1990–1993 Mitglied der Jury der Heinrich-Böll-Stiftung
- 2002 und 2003 Vorträge an der University of Wellington, Neuseeland